# 威爾克斯地隕石坑
威爾克斯地隕石坑（英語：Wilkes Land crater）位於南極洲東部的威爾克斯地（Wilkes Land），位在冰層下方1.6公里處。威爾克斯地隕石坑先後被科學家研究過兩次，分別命名為：威爾克斯地異常（Wilkes Land anomaly）、威爾克斯地質量瘤（Wilkes Land mass concentration）。

## 威爾克斯地異常
在1962年，R.A. Schmidt根據地質物理學研究，首次提出在南極洲威爾克斯地的冰原下方，有個大型撞擊隕石坑。R.A. Schmidt更提出，該隕石坑是澳亞散布區的玻璃隕石來源。在1976年，J.G. Weihaupt也支持這個撞擊隕石坑理論。威爾克斯地異常的冰層下方，被認為有個直徑243公里的凹陷地形，最深處達848公尺，並有重力異常現象。在1979年，C.R. Bentley根據空氣回波聲學調查結果，認為該地並沒有上述的隕石坑。

## 威爾克斯地質量瘤

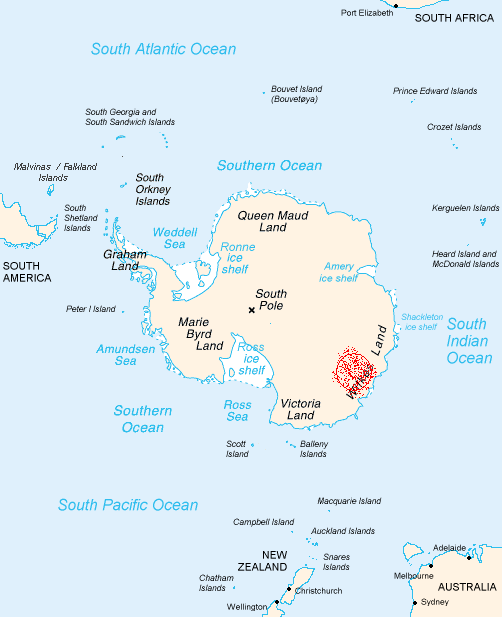
南極洲地圖，紅色部分為威爾克斯地隕石坑

在2006年3月，俄亥俄州立大學的拉爾夫·馮·弗雷澤（Ralph von Frese）與拉勒米·波茨（Laramie Potts）利用NASA的重力量測及氣候監控衛星（Gravity Recovery and Climate Experiment, GRACE）人造衛星，宣稱發現一個質量瘤，直經約300公里，名為威爾克斯地質量瘤。而一個更大型的地形結構，環繞者威爾克斯地質量瘤。弗雷澤等人認為該地冰原下方有個大型隕石坑，直徑達500公里。造成該撞擊坑的撞擊物體直徑可能達到55.60公里。
由於該地形位於冰原之下，無法直接採集樣本研究。該質量瘤也可能是由熱柱或大規模火山爆發形成。如果該地形是由隕石撞擊產生，該隕石的直徑應是造成希克蘇魯伯隕石坑的隕石的四、五倍寬，希克蘇魯伯撞擊事件被認為是白堊紀-第三紀滅絕事件的主因。
由於地表上的質量瘤，會隨者時間消失，馮·弗雷澤等人認為威爾克斯地質量瘤的年代，距今5億年以內。而澳洲在1億年前與，自岡瓦那大陸分開。馮·弗雷澤等人推測該次撞擊事件，使這個地區的地殼厚度變薄，進而造成大陸的分裂。撞擊事件的發生時間與規模，使它們可能與二疊紀-三疊紀滅絕事件有關聯。二疊紀-三疊紀滅絕事件發生於2.5億年前，是自多細胞生物出現以來，地質年代中規模最大的滅絕事件。板塊重構二疊紀-三疊紀滅絕事件時的大陸分布發現該撞擊坑的對蹠點就是西伯利亞暗色岩，弗雷澤等人在2009年發表的論文以目前仍處爭議的理論指出，形成威爾克斯地隕石坑的撞擊在撞擊點的對蹠點引發火山爆發。但在這之前已經有其他二疊紀-三疊紀之間的撞擊事件候選地點。澳洲西北外海的貝德奧高地，也被認為是造成的二疊紀末滅絕事件的撞擊隕石坑。但是，撞擊事件是否與這次滅絕事件有關聯，仍處在爭論中。

## 外部連結
- （英文）威爾克斯地隕石坑圖 俄亥俄州立大學網頁
- （英文）南極洲發現大型隕石坑，可能造成地質史上最嚴重的滅絕事件（页面存档备份，存于） Space.com
- （英文）南極洲的冰原下方發現大型隕石坑？ （页面存档备份，存于） Nature.com
- （英文）地球撞擊資料庫（页面存档备份，存于）